# Wipeout 2097
Wipeout 2097 — компьютерная игра в жанре футуристических гонок, разработанная и изданная компанией Psygnosis в 1996 году. Является второй частью серии Wipeout. Игра вышла на платформе PlayStation, а позднее была портирована на Windows, Sega Saturn, Amiga и Macintosh. В Северной Америке и Японии игра издавалась под названием Wipeout XL.
Действие игры происходит в 2097 году, более чем через 40 лет после событий оригинальной Wipeout. Игрокам представлена новая, более скоростная и опасная гоночная лига на антигравитационных аппаратах — F5000 AG. Введены новая система повреждений, дополнительное оружие и новые трассы. Версия для Sega Saturn поддерживала аналоговое управление с помощью контроллера 3D Control Pad, тогда как версия для PlayStation — только при использовании опционального контроллера NeGcon.
При выходе Wipeout 2097 получила высокие оценки критиков, отмечавших значительные улучшения в управлении, графике и игровом процессе по сравнению с оригиналом. Игра фигурирует в списках лучших игр всех времён по версиям различных изданий.

## Игровой процесс
Игровой процесс Wipeout 2097 развивает концепцию предшественника, добавляя новые трассы и оружие при сохранении основных механик. Участники соревнуются с компьютерными противниками или другими пилотами за наилучшие позиции. Используются футуристические транспортные средства на воздушной подушке, управление которыми отличается от традиционных гоночных автомобилей. Аппараты движутся на высоких скоростях, для прохождения поворотов применяются воздушные тормоза.
В Wipeout 2097 внедрена система вооружения, позволяющая уничтожать соперников во время гонок. Каждое транспортное средство обладает запасом энергии щита, при исчерпании которого от атак или столкновений аппарат разрушается. Восстановление энергии возможно в пит-стопе ценой нескольких секунд гоночного времени. Среди нового оружия выделяется Quake Disruptor, создающий волновой эффект на трассе и подбрасывающий транспортные средства противников в воздух.
В игре представлены три уровня сложности: Vector, Venom и Rapier. Каждый последующий уровень характеризуется повышением скорости и усложнением конфигурации трасс. Wipeout 2097 включает систему прогрессии, позволяющую открывать дополнительный контент. Получение золотых медалей на всех трассах первых трёх классов открывает полный сезонный режим. Завершение этого сезона предоставляет доступ к дополнительным скрытым опциям, включая новые трассы. Режим испытаний ориентирован на одиночное прохождение: игрок может перейти к следующей трассе только после победы на текущей. Режим завершается при потере всех трёх жизней, которые отнимаются при финише ниже третьего места.
В игре представлены несколько гоночных команд, каждая из которых располагает транспортными средствами с уникальными характеристиками управления. Европейская команда FEISAR предлагает сбалансированный аппарат с хорошей манёвренностью и прочными щитами, подходящий для новичков, изучающих трассы. Американская команда Auricom располагает более скоростными машинами по сравнению с FEISAR и AG Systems, ориентированными на опытных гонщиков. Японская команда AG Systems представлена аппаратом, превосходящим FEISAR по скорости, но уступающим в манёвренности. Российская команда Qirex обладает самыми быстрыми транспортными средствами в игре, однако с ограниченными возможностями рулевого управления. Аппараты каждой команды имеют свои преимущества и недостатки, что позволяет игрокам выбирать их в соответствии с предпочитаемым стилем вождения и уровнем мастерства.

## Разработка
Разработка Wipeout 2097 велась студией Psygnosis, базирующейся в Ливерпуле. Рекламные материалы создавались дизайнерским агентством The Designers Republic из Шеффилда. Процесс разработки занял семь месяцев. Учитывая популярность первой части, разработчики упростили начальный уровень сложности, сохранив при этом высокую сложность для опытных игроков. Изначально проект задумывался как дополнение с новыми трассами для оригинальной Wipeout. Энди Саттерсуэйт, работавший над MS-DOS-версией первой части, предложил создать полноценное продолжение. В итоге было решено разработать дополнительные трассы. Название Wipeout 2097 было выбрано, чтобы не создавать впечатление полноценного сиквела. В США игра вышла под названием Wipeout XL, так как издатель счёл, что американские игроки не поймут концепцию игры, действие которой происходит в далёком будущем. Изначально планировалось название Wipeout XS (от «Excess»), но его отвергли из-за возможной интерпретации XS как «extra small». Команда разработчиков состояла из трёх программистов, шести художников, Энди Саттерсуэйта и Ника Бёркомба.
На визуальный стиль игры оказала влияние японская культура, что было обусловлено сотрудничеством с агентством The Designers Republic, работавшим в этом направлении. Ведущий художник Ники Уэсткотт и её команда развили дизайн транспортных средств из оригинальной игры. Уэсткотт также участвовала в разработке трасс совместно с дизайнерами и программистами. Для создания трасс были разработаны специальные инструменты в программе Softimage. Процесс разработки включал тестирование и обмен обратной связью между членами команды. В ходе работы Саттерсуэйт осознал, что проект может выйти за рамки простого дополнения с новыми трассами. Разработка трасс началась в январе 1996 года. Планировалось отобрать восемь трасс из двадцати, спроектированных и созданных в течение месяца. Предполагалось завершить их оформление к июню, а выпуск игры был намечен на октябрь. Система обнаружения столкновений из оригинальной Wipeout была полностью переработана.
Буркомб стремился улучшить управление кораблями из оригинальной игры и внедрить новое оружие, что привело к появлению идей новых усилений. Уэсткотт отмечала, что из-за жёстких сроков разработка велась в тесном сотрудничестве между отделами. Наибольшее внимание вызвало изменение поведения кораблей при столкновении с краями трассы. Мгновенная остановка в оригинальной игре считалась слишком жёсткой. Разработчики хотели, чтобы корабли скользили по краям, но реализация этой механики заняла больше времени, чем ожидалось. Режим гонки с «призрачными» кораблями присутствовал только в европейской версии из-за патента Atari на эту технологию в США, полученного для игры Hard Drivin’. Команда стремилась сделать возможным победу на любом корабле, при этом сохранив уникальность каждого. Месяцы работы ушли на балансировку искусственного интеллекта для обеспечения сложности на всех кораблях и трассах. Sony настаивала на внедрении функции соединения по кабелю между игровыми системами, что оказалось сложным из-за проблем синхронизации и разницы в частоте кадров между версиями PAL и NTSC.
Несмотря на жёсткие сроки, команда разработчиков нашла время для включения большого объёма скрытого контента. Были добавлены более скоростные режимы, сложные трассы и продвинутый прототип корабля, который открывался за победы в гонках. Разработчики также создали необычное оружие и транспортные средства, доступ к которым осуществлялся с помощью комбинаций кнопок контроллера. По словам Ники Уэсткотт, сотрудники предлагали идеи от «действительно классных до довольно безумных» и реализовывали их как своеобразную передышку от ежедневного напряжения. Несмотря на дополнительную работу, все члены команды с энтузиазмом относились к внедрению этого контента в игру. Уэсткотт описывала процесс разработки как «период огромной энергии и одновременно колоссального истощения».
Для продвижения Wipeout 2097 была проведена масштабная рекламная кампания в ночных клубах Великобритании в сотрудничестве с производителем энергетического напитка Red Bull. Впервые игра была представлена публике в форме пре-альфа демоверсии на выставке Electronic Entertainment Expo в мае 1996 года. Выпуск Wipeout 2097 состоялся в 1996 году, и игра разошлась тиражом около миллиона экземпляров. В 1997 году были выпущены версии для платформ Sega Saturn и Windows. Позднее игра была портирована на Amiga компанией Digital Images в 1999 году и на Mac OS компанией Coderus в 2002 году.

### Музыка
Музыкальное сопровождение WipEout 2097 различалось в зависимости от платформы. Версия для PlayStation включала треки известных техно-исполнителей, что способствовало созданию атмосферы игры. Однако в версиях для Sega Saturn и персональных компьютеров саундтрек состоял исключительно из композиций Тима Райта, известного как CoLD SToRAGE — штатного композитора Psygnosis. Также был выпущен отдельный аудиодиск с музыкой из игры, однако его содержание отличалось от оригинального саундтрека как по составу исполнителей, так и по списку композиций. Ниже перечислены песни, использованные в версии для PlayStation:
| Песня                       | Исполнитель                |
| We Have Explosive           | The Future Sound of London |
| Landmass                    | The Future Sound of London |
| Atom Bomb                   | Fluke                      |
| V Six                       | Fluke                      |
| Dust up Beats               | The Chemical Brothers      |
| Loops of Fury               | The Chemical Brothers      |
| The Third Sequence          | Photek                     |
| Tin There (Underworld Edit) | Underworld                 |
| Firestarter (Instrumental)  | The Prodigy                |
| Canada                      | CoLD SToRAGE (Тим Райт)    |
| Body in Motion              | CoLD SToRAGE (Тим Райт)    |

## Оценки и мнения
| Сводный рейтинг       | Сводный рейтинг               |
| Агрегатор             | Оценка                        |
| --------------------- | ----------------------------- |
| GameRankings          | 94,75 % (PS)                  |
| Metacritic            | 93 из 100 (PS)                |
| Иноязычные издания    |                               |
| Издание               | Оценка                        |
| AllGame               | 4 из 5 (PS) 4 из 5 (PC)       |
| Edge                  | 8 из 10 (PS)                  |
| GameSpot              | 8,5 из 10 (PS) 7,1 из 10 (PC) |
| IGN                   | 9 из 10 (PS)                  |
| PC PowerPlay          | 75% (PC)                      |
| Sega Saturn Magazine  | 92% (SAT)                     |
| Русскоязычные издания |                               |
| Издание               | Оценка                        |
| Магазин игрушек       | 80% (PS)                      |

### PlayStation
В Великобритании Wipeout 2097 вошла в девятнадцать самых продаваемых игр для PlayStation в 1996 году по данным HMV. Игра получила высокие оценки от критиков. Air Hendrix в GamePro поставил версии для PlayStation максимальные 5 баллов из 5 во всех категориях, отметив значительные улучшения по сравнению с оригинальной Wipeout. Особо были отмечены усовершенствованное управление и графические эффекты. Том Хэм из GameSpot также положительно оценил улучшения в управлении и новую возможность уничтожать противников, назвав игру обязательной к покупке. IGN отметил превосходство над оригиналом в музыкальном сопровождении, количестве одновременных участников гонки, искусственном интеллекте, оружии и графике. В 1996 году журнал Next Generation поставил Wipeout 2097 на 32-е место в списке лучших игр всех времен, особо отметив многопользовательский режим. Edge положительно оценил версии для PlayStation и Sega Saturn, отметив улучшенные графику и игровой процесс. Обозреватель журнала «Магазин игрушек» отметил высокую играбельность Wipeout 2097, качественную трехмерную графику со сглаживанием, запоминающийся саундтрек и интуитивно понятное управление, при этом также указав на относительную простоту искусственного интеллекта противников.
Редакторы журнала Electronic Gaming Monthly присудили Wipeout 2097 награду «Лучшая музыка 1996 года» и второе место после Super Mario 64 в номинации «Лучшая графика». В 1997 году The Official PlayStation Magazine поставил игру на пятое место среди лучших игр для PlayStation. Electronic Gaming Monthly поместил версию для PlayStation на 96-е место в списке лучших игр всех времен, назвав ее «первой игрой киберпанк-эпохи „электронного века“, до того как „электронный век“ стал просто модным словосочетанием». В списке 25 лучших игр для PlayStation всех времен по версии IGN игра заняла 13-е место. Издание отметило, что Wipeout 2097 часто считалась лучшей гоночной игрой своего времени для PlayStation и была выбрана среди других игр серии, поскольку «к ней хотелось возвращаться снова и снова». В 2003 году Wipeout 2097 была включена в список величайших игр всех времен по версии GameSpot. На агрегаторе GameRankings игра занимает третье место среди игр для PlayStation со средней оценкой 94,75 % на основе десяти различных источников.

### Порты
Рич Ледбеттер из журнала Sega Saturn Magazine отметил, что версия для Saturn, хотя и уступает оригиналу для PlayStation, является более качественным портом по сравнению с версией первой Wipeout для Saturn. Особенно это касается плавности, управления и ощущения скорости. По мнению рецензента, игра стала второй лучшей гоночной игрой на Saturn после Sega Rally Championship.
Джефф Герстманн, рецензируя версию для PC в GameSpot, отметил, что «поддержка Direct3D в PC-версии улучшает визуальную составляющую, сохраняя при этом динамичный геймплей и стилизованную графику, полюбившиеся игрокам на консолях». Он указал, что новый саундтрек, хотя и качественный, уступает техно-трекам из версии для PlayStation, но в целом дал игре высокую оценку. Издание Next Generation заявило: «Если у вас есть 3D-ускоритель любого типа, вы обязаны приобрести эту игру. Практически безупречный геймплей, энергичный саундтрек и превосходная графика делают ее образцовым продуктом и источником отличного времяпрепровождения».